# Dennis Hastert
John Dennis Hastert, född 2 januari 1942 i Aurora, Illinois, är en amerikansk politiker (republikan) och dömd sexualförbrytare.
Dennis Hastert tog examen ifrån Wheaton College 1964 och ifrån Northern Illinois University 1967. Efter examen arbetade Dennis Hastert som lärare och idrottstränare och var medlem av Illinois generalförsamling 1980-1986. Hastert är sedan 1987 ledamot av representanthuset vald av delstaten Illinois 14:e valdistrikt.
Sedan Newt Gingrich abrupt lämnade talmansposten och Bob Livingston var tvungen att avsäga sig den samma på grund av utomäktenskapliga förbindelser, föll valet på Dennis Hastert.
Han ska under 2009 ha börjat arbeta som lobbyist för Turkiet för att hindra att USA erkänner det Armeniska folkmordet.

## Privatliv
Han har blivit anklagad, erkänt och dömd för övergrepp på barn under sin tid som brottningscoach på ett högstadium i Illinois. Hastert är gift med Jean Kahl sedan 1973. De har två barn.